# Andrés Iniesta
Andrés Iniesta Luján (Fuentealbilla, 1984. május 11. –) világbajnok és kétszeres Európa-bajnok spanyol válogatott, valamint négyszeres BL-győztes labdarúgó.
22 éven át az FC Barcelona, 2018 és 2023 között a japán Vissel Kobe, 2023 és 2024 között az Emirates Club középpályása volt.
Minden idők legtöbb trófeát elnyert spanyol labdarúgója.
Az egyetlen olyan játékos, akit világbajnoki, Európa-bajnoki és BL-döntőben is a mérkőzés legjobbjának választottak.

## Pályafutása első szakasza: a gyermekkortól a Barcelona felnőtt csapatáig (1994–2004)
1994-ben, 10 éves gyerekként a szülővárosához közeli, Albacete Balompié nevű, jelenleg a spanyol másodosztályban szereplő csapatban kezdett játszani.
1996-ban, 12 éves korában az FC Barcelona megfigyelői egy ifjúsági tornán figyeltek fel rá. Leigazolása után a Barcelona utánpótlás-akadémiáján, legendás La Masián nevelkedett. Családja otthon maradt, 500 km-re Barcelonától. Iniesta később felnőtt fejjel is "élete talán legnehezebb napjának" nevezte az elszakadást a családjától és a barátaitól. Annyira hiányoztak neki, hogy amikor a szülei kéthetente látogatóba érkeztek, nemcsak ugyanabban a szobában, de ugyanabban az ágyban is akart aludni, mint ők. A vele egykorú, jelentős sikereket később el nem érő Jorge Troiteirót leszámítva kamaszokkal volt tele az akadémia, közülük a későbbi játékostárs, Víctor Valdés vette a szárnyai alá a gyerekeket, akivel barátságuk ma is töretlen.
2000-ben, 16 évesen az FC Barcelona akkori szakvezetője, Lorenzo Serra Ferrer meghívta az első csapat edzéseire. Egy 2009-es interjúban így indokolta akkori döntését az edző: „Szellemileg már nagyon erős, kiegyensúlyozott volt. Akkor gondoltam, hogy némi tapasztalat a nagy játékosokkal nem bizonytalanítaná el, hogy jól hatna rá, ha olyan futballistákkal lehetne, akiket csodál, mint Pep."
2001-ben Spanyolország 16 éven aluli csapatát hozzásegítette az Európa-bajnoki címhez.
2002-ben már az U19-es spanyol válogatottal nyerte meg az Európa-bajnokságot.
Ugyanebben az évben – még a Barcelona B csapatának alapembereként – Louis van Gaal kezei alatt bemutatkozhatott az FC Barcelona felnőtt csapatában a Club Brugge elleni Bajnokok Ligája találkozón. Ezt később (egy 2015-ben készült interjúban, már világ- és kétszeres európa bajnokként, többszörös BL győztesként) a pályafutása legfontosabb pillanatának tartotta.
2003-ban tagja volt az U20-as Világbajnokságon döntőbe jutott gárdának, a negyeddöntőben és az elődöntőben is továbbjutást érő gólt szerzett, 3 góljával a spanyol válogatott legeredményesebb játékosa volt.
A 2003–04-es szezonban már tizenegyszer jutott szóhoz az FC Barcelonában, Frank Rijkaard vezetése alatt, javarészt Ronaldinho helyetteseként.

## A tehetségből világklasszissá válás útja (2004–2008)

### 2004–05-os szezon
A csapat egyik alapembere lett: 38 mérkőzésből 37 alkalommal pályára lépett, igaz, javarészt csereként, de többször, mint bárki más a keretből, játéka rendkívül sokat fejlődött. A Barcelona az idény végén megnyerte a bajnokságot.

### 2005–06-os szezon
Jelentős szerepet vállalt a Barcelona Bajnokok Ligája győzelmében, bár a csapat legnagyobb sztárjai akkor kétségkívül Eto'o és a pályafutása csúcsán lévő Ronaldinho voltak. Az Arsenal elleni döntő szünetében Edmilson helyére állt be, a Milan elleni elődöntők és a Benfica elleni negyeddöntők során végig a pályán volt.
A bajnokságban is egyre több játékpercet kapott, a bajnoki címet 12 pontos előnnyel nyerték a Real Madrid előtt.
Csapatával a Spanyol Szuperkupát is megnyerte, a döntő mindkét mérkőzésén csereként lépett pályára.
Fontos mérföldkő, hogy bekerült a spanyol felnőtt válogatott világbajnoki keretébe, majd 2006. május 27-én bemutatkozott a válogatottban az Oroszország elleni felkészülési mérkőzésen. A Világbajnokságon a Szaúd-Arábia elleni mérkőzésen kapott lehetőséget: 13-as számmal, bal oldali középpályásként végigjátszotta a mérkőzést.
2006. augusztus 22-én az FC Barcelona a Joan Gamper emlékére kiírt felkészülési mérkőzésen legyőzte a Bayern München csapatát. Iniesta ekkor – életében először – (ideiglenes) csapatkapitányként emelhette fel a serleget.

### 2006–07-es szezon
Bár Iniesta személyes fejlődése töretlen volt (27 bajnoki, 8 Bajnokok Ligája és 5 Copa del Rey mérkőzésen volt a kezdőcsapat tagja), a nagy sikerek elkerülték. A bajnokságban azonos pontszámmal végeztek a Real Madrid mögött, a Bajnokok Ligájában a Liverpool ejtettek ki őket.
2007. február 7-én az Anglia elleni barátságos mérkőzésen az Old Traffordon megszerezte első válogatott gólját, amely egyúttal a győzelmet is jelentette.
Miután Ludovic Giuly az AS Rómába szerződött, Iniestáé lett a 8-as mezszám (addig 24-es mezben játszott).
Az átigazolási szezonban a Marca szerint a Real Madrid jelezte, hogy hajlandó lenne az akkor 23 éves Iniestáért kifizetni a szerződésében szereplő 60 millió eurós kivásárlási árat, ami akkoriban Zinedine Zidane Juventusból Real Madridba történt átigazolása után minden idők második legdrágább klubváltása lett volna. Iniesta a sajtónak kijelentette, hogy Barcelonában marad és innen is szeretne visszavonulni.

### 2007–08-as szezon
A karrierje szempontjából fontos esemény volt, hogy 2008 januárjában 2014-ig meghosszabbította a szerződését a Barcelonánál, a kivásárlási összeget 150 millió euróban határozták meg.
Érdekesség, hogy 2008. február 5-én Iniesta már a 250. mérkőzését a játszotta a Barcelona mezében (természetesen ebbe az utánpótlás mérkőzéseket is beleszámolták).
A Barcelonában csalódást jelentő szezonban (a bajnokságban 3. hely, a Bajnokok Ligájában kiesés a későbbi győztes Manchester United ellen) Iniesta 31 bajnoki, 11 Bajnokok Ligája és 7 Spanyol kupa mérkőzésen volt a kezdőcsapat tagja. Nála többször csak Victor Valdés, Xavi és Carles Puyol kezdett, és olyan játékosok kaptak kevesebb játéklehetőséget, mint Ronaldinho, Eto'o, Messi vagy Thierry Henry.
2008. június 29-én Spanyolország megnyerte az osztrák-svájci rendezésű Európa bajnokságot, Iniesta – annak ellenére, hogy a torna alatt gyomorbántalmakkal és sérüléssel küzdött – kimagasló teljesítményt nyújtott és helyet kapott a torna válogatottjában.
A szezon végén, 2008. június 30-án a Barcelona B addigi edzője, Pep Guardiola váltotta a kispadon Frank Rijkaardot, majd Ronaldinho távozása után szeptemberben Iniestát a 4. számú csapatkapitánynak választották Carles Puyol, Xavi és Víctor Valdés után.

## Minden idők legnagyobbjaihoz méltóan (2008–2018)

### 2008–09-es szezon
Guardiola alapvetően átalakította a Barcelona keretét: a korábbi alapemberek közül sokan távoztak (Ronaldinho, Deco, Edmílson, Zambrotta, Thuram), beépített új játékosokat (Busquets, Piqué, Dani Alves), valamint Messi, Xavi és Iniesta köré építette a csapat játékát. Az átalakítás eredménye: a bajnokságot 9 pontos előnnyel nyerték a Real Madrid előtt és a spanyol Király kupát is elhódították.
A Chelsea elleni negyeddöntőt Iniesta a 93. percben, ballal, 17 méterről hatalmas kapásgóllal döntötte el, a gólját Puskás-díjra is jelölték. A Manchester Uniteddel vívott döntő előtt Sir Alex Ferguson így nyilatkozott róla: „Nem vagyok Messi megszállottja, Iniesta a veszély. Ő fantasztikus.” 2009. május 27-én az FC Barcelona ismét megnyerte a Bajnokok Ligáját. A döntő után sem fukarkodtak a lapok az ehhez hasonló sorokkal: „Most már tudjuk, ki a futball istene. A neve Andrés, szerény és Albacetéből való.” Csak a mérkőzés után hozták nyilvánosságra, hogy Iniesta a BL döntő előtt 17 nappal komoly sérülést szenvedett, a mérkőzést 3 cm-es izomszakadással játszotta végig, az orvosok megtiltották, hogy jobb lábbal labdába érjen, bár ezt nyilván lehetetlen volt betartani.
A nagy triplázás után 2009-ben megnyerték a spanyol szuperkupát, az európai szuperkupát és a FIFA Klubvilágbajnokságot is, ezzel a világon jelenleg egyetlen klubként megcsinálták a Sextuple-t, azaz 6 rangos kupát nyertek egy évben. Iniesta a szuperkupa és klubvilágbajnoki mérkőzéseken nem vett részt, az előző bekezdésben taglalt sérülése miatt.
A La Liga az év legjobb támadó középpályása díjjal jutalmazta az idény végén. Santi Cazorla (Villarreal) és Juan Mata (Valencia) előtt végzett.

### 2009–10-es szezon
Az idény során sérülések hátráltatták, többek között az Internazionale ellen elveszített Bajnokok Ligája elődöntő mérkőzésein sem tudott pályára lépni. Így is a 9. legtöbb percet töltötte a pályán a Barcelona játékosok közül, és tevékenyen hozzájárult ahhoz, hogy csapata rekordot jelentő 99 ponttal nyerje a spanyol bajnokságot.
2009 novemberében egy évvel meghosszabbították a szerződését, amely immár 2015-ig szólt, a kivásárlási árát pedig 200 millió Euróra emelték.
A 2009-es Aranylabda-díjra jelölt játékosok közül a szavazáson a 4. helyen végzett Messi, Cristiano Ronaldo és Xavi mögött.
A 2010-es Dél-afrikai világbajnokságon a döntőben, július 11-én Iniesta szerezte a győztes gólt Hollandia ellen a hosszabbítás 116. percében, ezzel Spanyolország az első világbajnoki címét szerezte. Gólja után egy "Dani Jarque: siempre con nosotros" („Dani Jarque mindig velünk van” feliratú pólóban tisztelgett a városi rivális Espanol-ban játszó, tragikus hirtelenséggel meghalt játékostársa, barátja előtt. Elnyerte a döntő legjobbjának járó címet is. A nehéz, de dicsőséges évére később így emlékezett vissza egy interjúban: „Emlékszem, amikor a játékvezető lefújta a vb-döntőt, az első gondolatom a fájdalom volt. A szenvedés. Ahelyett, hogy arra gondoltam volna: »Világbajnok vagyok. Ha áldozat nélkül győzöl, tetszeni fog, de sokkal jobban esik, ha megküzdöttél érte«”.
2010. január 22-én a 2009-es Év sportolójának választották Spanyolországban.

### 2010–11-es szezon
A 2010-es Aranylabda-díjátadón Messi mögött a 2. helyen végzett, a harmadik a szintén Barca-csapattárs Xavi lett.
A Barcelona színeiben 46 mérkőzésen lépett a pályára kezdőként az idényben, és Dani Alves, Messi, valamint Piqué után övé volt a legtöbb játékperc is. A bajnokságban 4 ponttal végeztek a Real Madrid előtt.
Újabb Bajnokok Ligája győzelmet is ünnepelhettek, Iniesta jó teljesítménnyel játszotta végig a Wembley-ben a Manchester United ellen 3-1-es győzelmet hozó döntőt is.
A La Liga az év legjobb támadó középpályása díjjal jutalmazta az idény végén. Mesut Özil (Real Madrid) és Borja Valero (Villarreal) előtt végzett.

### 2011–12-es szezon
2012. március 17-én Iniesta beállította Emilio Butragueno rekordját: 50 veretlen mérkőzésen lépett pályára zsinórban. (A rekord megdöntése nem sikerült, az 51. mérkőzést elvesztette a Barcelona.)
A bajnokságban végül a Real Madrid mögött a 2. helyen végeztek, a Bajnokok Ligájában a későbbi győztes Chelsea verte ki őket az elődöntőben, a Király kupát viszont megnyerték. Iniesta 39 mérkőzésen lépett pályára és 3000 percet játszott. Az idény végén Guardiola elhagyta a csapatot, utóda Tito Vilanova lett.
A La Liga az év legjobb támadó középpályása díjjal jutalmazta az idény végén. Mesut Özil (Real Madrid) és Santi Cazorla (Málaga) előtt végzett.
A Bajnokok Ligája sorozat legjobb játékosának választották.
A spanyol győzelemmel zárult 2012-es Európa-bajnokság legjobb játékosának választották az UEFA szakértői. Az Olaszország ellen 4-0-ra megnyert döntőben ő kapta a mérkőzés legjobbjának járó díjat is.
A 2011-es Aranylabda-díjra jelölt játékosok közül a szavazáson a 4. helyen végzett, Messi, Cristiano Ronaldo és Xavi mögött, ugyanúgy, mint 2009-ben.

### 2012–13-as szezon
Tito Vilanovával a kispadon remek rajtot vett a Barcelona, de december közepén egészségügyi okokból Jordi Roura vette át a csapat irányítását, és tavasszal kiestek a kupákból. A spanyol bajnoki címet viszont megszerezték. Iniesta 40 mérkőzésen 3500 percet játszott.
A 2012-es Aranylabda-díjra jelölt játékosok közül a szavazáson a 3. helyen végzett Messi és Cristiano Ronaldo mögött.
A La Liga az év legjobb támadó középpályása díjjal jutalmazta az idény végén. Isco (Málaga) és Jesús Navas (Sevilla) előtt végzett.
2013. február 11-én a 2012-es Év sportolójának választották Spanyolországban.

### 2013–14-es szezon
Gerardo Martino lett a Barcelona új vezetőedzője, vele fontos címet nem nyert a csapat, Iniesta 37 mérkőzésen 2500 percet kapott.
2013 decemberében meghosszabbította a szerződését 2018. június 30-ig.
A La Liga az év legjobb támadó középpályása díjjal jutalmazta az idény végén. Ivan Rakitić (Sevilla) és Koke (Atlético Madrid) előtt végzett.

### 2014–15-ös szezon
Az új vezetővel, Luis Enriquével a spanyol bajnokságot, a Bajnokok ligáját és a Copa del Rey-t is megnyerte a Barcelona. Mivel Xavi, az első számú csapatkapitány kevesebbet játszott, csapatkapitány-helyettesként immár rendszerint Iniesta viselte a karszalagot.
A bizalommal élt is: a Juventus ellen 3–1 arányban megnyert Bajnokok Ligája döntőben a mérkőzés emberének választották.

### 2015–16-os szezon
2015 augusztusában a legendás Xavi Hernández búcsúja után Andrés Iniestát választották az FC Barcelona első számú csapatkapitányának. Ez a cím rendkívül megtisztelő, ugyanis a Barcelona esetében a játékosok szavazzák meg az új csapatkapitányt, nem a vezetőedző jelöli ki.
2015. augusztus 11-én a Sevilla ellen hosszabbítás után 5–4 arányban megnyert mérkőzéssel megszerezte a harmadik Európai szuperkupáját. Ez nagy nap volt Iniesta számára, ugyanis most először első számú csapatkapitányként vehetett át kupát.
2015. november 21-én a Real Madrid otthonában aratott 4–0 arányú Barcelona győzelemből góllal és gólpasszal vette ki a részét. Amikor Luis Enrique a 77. percben lecserélte, kiváló játékát a Bernabeu stadion közönsége tapssal jutalmazta.
2015. december 20-án Yokohamában 3–0 arányban legyőzték a River Plate csapatát, ezzel az FC Barcelona rekordot jelentő 3. alkalommal nyerte meg a Klubvilágbajnokságot, melyen az aktuális kontinensbajnokok (Európából a Bajnokok Ligája győztesek) vehetnek részt. Iniesta csapatkapitányként végigjátszotta a mérkőzést. Iniesta – Messi, Busquets, Dani Alves és Gerard Piqué társaságában – ugyancsak rekordot jelentő háromszoros klubvilágbajnok lett.
Szerződése az FC Barcelonával 2018. június 30-ig tart.
2016. február 1-jén az Év férfi sportolójának választották Spanyolországban, 2009. és 2012. után harmadik alkalommal, így háromszoros győztesként olyan legendákhoz csatlakozott, mint a teniszező Rafa Nadal vagy a kerékpáros Miguel Indurain.
2015. november 3 – 2016. április 2. között spanyol rekordot jelentő 39 mérkőzésen át nem szenvedett vereséget a Barcelona sem a bajnokságban, sem a kupában, sem a Bajnokok Ligájában. A 32 győzelmet és 7 döntetlent hozó sorozat szinte minden mérkőzésén pályára lépett Iniesta.
A spanyol bajnokságot a Barcelona nyerte, Iniesta rendszerint kezdőként 28 mérkőzésen lépett pályára, összesen 2.248 percet játszott.
2016. május 22-én a Copa del Rey döntőjében a hosszabbításban szerzett gólokkal 2–0 arányban legyőzték a Sevilla FC csapatát, Iniesta csapatkapitányként végigjátszotta a mérkőzést, neki ítélték a mérkőzés legjobbjának járó díjat.
Az Európa-bajnokság előtt az UEFA közönségszavazása alapján – melyre több, mint 3,5 millió szavazat érkezett – összeállították az Európa-bajnokságok „Minden idők legjobb” kezdőcsapatát, melyben Iniesta is helyet kapott. A 2016-os Eb-n szereplő játékosok közül rajta kívül csak Gianluigi Buffon és Cristiano Ronaldo fért a csapatba.
A franciaországi Eb-n a csehek és a törökök ellen megnyert találkozókon a mérkőzés emberének választották.
2016. augusztus 17-én megnyerte a Spanyol Szuperkupát a Sevilla ellen, 5–0-s összesítéssel.

### 2016–17-es szezon
Iniesta a Spanyol Szuperkupa döntőjében sérülést szenvedett a jobb térdében, így egy hónapos kihagyással kezdte a szezont. Október 22-én a Valencia elleni bajnoki mérkőzés 14. percében Enzo Pérez szándékos és durva szabálytalansága miatt ismét megsérült a jobb térde, legközelebb december elején tudott pályára lépni. 2017. január 19-én ismét sérülést szenvedett, ezúttal a vádliján, a Real Sociedad elleni Király-kupa mérkőzésen.
2017. január 9-én a FIFA gálán beválasztották a 2016-os év csapatába.
2017. május 27-én a Copa del Rey döntőjében 3-1 arányban legyőzték az Alavés csapatát, Iniesta csapatkapitányként végigjátszotta a mérkőzést.

### 2017–18-as szezon
Iniesta az idény elején, augusztus 19-én nagy visszhangot kiváltó interjút adott az El País című lapnak. Az interjú előzménye, hogy Neymart kivásárolta szerződéséből a PSG, valamint a Manchester City is jelezte, hogy kész kivásárolni Lionel Messit is. A konfliktusok felerősítették az FC Barcelona vezetésével kapcsolatos kritikákat: nyilatkozott erről Neymar, visszafogodtabban, de világosan Gerard Piqué, és egy korábbi elnökjelölt, Agustí Benedito is. Csapatkapitányként Iniesta soha, még a sikertelenebb időszakokban sem fogalmazott meg kritikát a klub vezetésével szemben, most viszont „furcsa érzésekről” nyilatkozott annak kapcsán, hogy még nem tárgyaltak vele a 2018-ban lejáró szerződéséről.
2017. október 6-án – az FC Barcelona eddigi 118 éves történelme során először – élethosszig tartó szerződést kötöttek vele.
2017. december 18-án a Marca, az elsőszámú spanyol sportújság a spanyol válogatott MVP-jének (legértékesebb játékosának) választotta a 2016–17-es szezonban.
2018. január elején az FC Barcelona szerződtette a brazil Philippe Coutinhót a Liverpoolból. Bár Coutinho képes játszani az idény elején eligazolt Neymar pozíciójában is, sokkal valószínűbb, hogy személyében a csapat Iniesta utódját keresi. Iniesta kifejezetten támogatta az átigazolást, még a szerződés megkötése előtt így nyilatkozott: „Nagyszerű, nagyon tehetséges összekötő játékosnak tartom őt. Mindkét lábát használja, gólokat lő, nagyon jó a kombinatív játékban, összekötheti a középpályát és a támadójátékot. Olyan játékos, akinek tulajdonságai jól illeszkedik a miénkhez, és nagyszerű igazolás lesz, ha megérkezik. Nem a vetélytársamat látom benne, hanem egy olyan embert, aki lendületet ad a klubnak.”
2018. február 20-án a Chelsea FC elleni BL mérkőzésen Iniesta és Messi érdekes rekordot döntött: ketten egyszerre 97 BL mérkőzésen voltak pályán (a korábbi csúcstartó páros Xavi és Puyol volt). Az 1–1-re végződött mérkőzésen stílszerűen Messi szerezte a Barcelona gólját, Iniesta passzából.
2018. április 21-én az FC Barcelona az Estadio Wanda Metropolitanóban (az Atletico Madrid 2017-ben átadott stadionjában) 5-0 arányban győzött a Copa del Rey döntőjében a Sevilla FC ellen. Iniesta kezdőként lépett pályára és az 52. percben Messi passzából gólt szerzett. Lecserélésekor a teljes stadion felállva tapsolt, a Sevilla szurkolói is.
2018. április 27-én kora délután a családtagjai és csapattársai részvételével megtartott sajtótájékoztatón bejelentette, hogy az idény végén távozik az FC Barcelonából. Így fogalmazott: "Őszinte döntést hoztam magammal és a klubbal szemben, ami mindent megadott nekem. Életem itteni szakasza véget ér, mert ez az egyesület 12 éves korom óta csak a legjobbat érdemli tőlem, és rájöttem, hogy a közeljövőben nem tudom a legjobbat adni magamból sem fizikailag sem mentálisan. Így akartam befejezni, amikor még hasznos vagyok, kezdő, címeket nyerni képes."
A spanyol bajnokságot nagy fölénnyel, 4 fordulóval a vége előtt megnyerte a Barcelona. 14 ponttal előzték meg az Atletico Madridot, 17 ponttal a Real Madridot.
2018. május 20-án Iniesta lejátszotta az utolsó mérkőzését a Barcelona színeiben. A Real Sociedad elleni mérkőzés után búcsúünnepség keretében köszönt el a Camp Nou közönségétől.
A 8-as mezt a brazil Grêmióból igazolt, Iniestához hasonló termetű és szerepkörben játszó, 12 évvel fiatalabb Arthur Melo örökölte meg.
Pár nappal a búcsú után a 34 éves Iniesta bejelentette, hogy 22 Barcelonában eltöltött év és a klubbal elnyert 32 cím után a japán Vissel Kóbe csapatához igazol. A csapat tulajdonosa Mikitani Hirosi, aki az FC Barcelona mezszponzoraként is ismert Rakuten online áruház vezérigazgatója is, a sajtótájékozatón kijelentette, hogy nemcsak játékosként számítanak rá, hanem a csapat utánpótlás akadémiáján is szeretnék hasznosítani a tudását.
2018. július 1-jén 131. alkalommal, utoljára lépett pályára a spanyol válogatottban. Az oroszországi világbajnokság nyolcaddöntőjében 11-esekkel maradtak alul a hazai csapattal szemben. A büntetőpárbajban Iniesta volt az első spanyol rúgó, berúgta.

## Aktív labdarúgó-pályafutásának befejező szakasza (2018–2024)

### 2018–2019-es szezon
2018. május 24-én hároméves szerződést írt alá a japán Vissel Kóbe csapatánál.
2018. július 22-én lépett pályára tétmérkőzésen az új csapatában.
2018. augusztus 11-én megszerezte első gólját az új csapatában: Lukas Podolski passzát vette át zseniálisan, majd a kapust is elfektetve passzolt a hálóba.

### 2019–2020-as szezon
2020. január 1-én a japán labdarúgó Császár Kupa döntőjében a Vissel Kobe 2–0 arányban győzött a Kasima Antlers ellen, így fennállása első címét nyerte. Iniesta, aki pályafutása 26. jelentős trófeáját nyerte, a döntőben 88 percet játszott

### 2020–2021-es szezon
2020. augusztus 2-án a Japán Szuperkupa döntőjében a rendes játékidőben kialakult 3–3-as eredmény után a Vissel Kobe győzött a Jokohama Marinos ellen. Iniesta végigjátszotta a mérkőzést, gólpasszal és értékesített büntetővel vette ki a részét a győzelemből.
A Vissel Kobe 2020 decemberében az Ázsiai Bajnokok Ligája elődöntőjébe jutott, ott azonban a sérült Iniestát nélkülözve vereséget szenvedett. Az izomszakadást követő műtétet Barcelonában végezték el.
A 37. születésnapján, 2021.05.11-én újabb 2 évvel meghosszabbította a szerződését a Vissel Kobe-val.
Az idény végén csapata a bajnokság 3. helyén végzett. Iniesta bekerült a szezon álomcsapatába. Sérülés miatt az hiányzott idény első 11 bajnokijáról, majd 23 meccsen 4 gólpassz mellett 6 gólt szerzett.

### 2021–2022-es szezon
A Vissel Kobe a J. League középmenyőzében végzett. Iniesta az idényben 27 mérkőzésen 1628 percet játszott, 3 gól és 3 gólpassz fűződött a nevéhez.

### 2022–2023-as szezon
Az idényben mindössze 4 mérkőzésen lépett pályára, gólt nem szerzett.

### 2023–2024-es szezon
2023. május 25-én hagyta el a japán csapatot, majd augusztus 8-án csatlakozott az Egyesült Arab Emírségek bajnokságában szereplő Emirates Club csapatához. A szerződése 1 évre szól, további 1 év hosszabbítási opcióval. 2023. augusztus 19-én debütált az Emirates FC csapatában az Al Wasl elleni mérkőzés második félidejében, csereként beállva; a mérkőzés 1–0-s vereséggel zárult. Első bajnoki gólját 2023. augusztus 25-én szerezte meg, amikor az Ajman elleni mérkőzés hosszabbításában büntetőt értékesített; a találkozó 4–4-es döntetlennel végződött. Első szezonját az Emirates FC csapatával a 13. helyen zárta, ami kiesést jelentett az emírségeki másodosztályba.
2024. március 2-án játszotta az 1000. profi mérkőzését, erre az alkalomra az FC Barcelona egy különleges mezt küldött a számára, amelynek hátuljára az 1000-es számot írták. A bajnokságban 20 mérkőzésen lépett pályára és 5 gólt szerzett.

### Visszavonulása
2024. október 7-én hivatalosan is bejelentette visszavonulását.

## Játékstílusa
Iniesta sokoldalú játékos. Általában támadó vagy szervező középpályásként játszik, de balszélsőként is bevethető, és néha jobb oldali középpályásként is szerepelt.
Legfőbb erőssége a gyors, pontos passzjáték, nagyszerűen cselez, jó labdaszerző és rendkívül intelligens, hasznos csapatjátékos.
A Pep Guardiola nevével összefonódó „tiki-taka”, az FC Barcelona jellegzetes, rövid passzjátékon alapuló stílusának egyik legfontosabb eleme Iniesta játéka. Sandro Rosell, a Barcelona elnöke egyenesen így nyilatkozott: „A tiki-takát Xavi, Iniesta, Messi és Busquets találta fel.”

## Személyisége
„Nem festi a haját, nem hord fülbevalót, nem visel nyakláncot. Az, hogy ilyen a viselkedése, átragad a privát életére is, ezzel a méltósággal él. Tanulságos, jó példával szolgál az eldugottan élő gyermekeknek, a jövő generációnak." (Edzője, Pep Guardiona 2009-es szavai Iniestáról.)
Gyerekként példaképe – Guardiola mellett – Michael Laudrup volt, és Zinedine Zidane játékát is csodálta. A szobája falán most is őrzi Guardiola és Laudrup dedikált fotóját, és aláírt mezét.
Csapattársai és ellenfelei egybehangzóan méltatják a sportszerű és intelligens játékát.
Nagy rajongója a fallabda ősének tekinthető, baszk eredetű pelotának, amelyet gyermekkora óta űz hobbiszinten.
A híres sportolók közül az egyik első volt, aki nyíltan beszélt a depresszióról. 2009-ben, miután minden létező címet elnyert a Barcelonával, olyan ürességet érzett, hogy orvosi segítséget kért, így tudott felkészülni a 2010-es Világbajnokságra, melyet az ő döntőben szerzett góljával nyert meg Spanyolország.
A 2010-es vb-döntőn rúgott győztes gólja után a mez alatt viselt pólóján a városi rivális Espanyol 2009-ben elhunyt játékosára, Dani Jarquére emlékezett.
Hívő katolikus. A 2010-es világbajnokság előtt fogadalmat tett, hogy ha Spanyolország nyer, akkor végig járja a több, mint 800 km-es Szent Jakab zarándokutat, az El Caminót. Csapattársa, Sergio Busquets a támogatásáról biztosította, és elmondta, hogy ő is Iniestával tart.
2011-ben és 2013-ban összesen 660 ezer euróval támogatta a nehéz helyzetbe került gyermekkori klubját, az Albacetét, melynek így fő részvényese is lett.
A 2012-es Európa-bajnokság után a győzelemért járó 300 ezer eurós prémiumát teljes egészében az akkoriban Valencia környékén pusztító erdőtüzek miatt hajléktalanná vált családok részére adományozta.
Ismertségét felhasználva számos alkalommal fordította a közvélemény figyelmét kevésbé ismert problémákra. Erre jó példa, hogy 2013-ban, amikor egy Malaga közeli faluban Iniesta és Eva Gonzalez műsorvezető részvételével promotálták egy rajzfilm spanyolországi premierjét, szimbolikusan részt vett a WWF környezetvédelmi világszervezet környékbeli projektjében, melynek keretében őshonos növényeket telepítettek újra.
2014-ben közös reklámfilmet forgatott egy rajongójával, egy Nico Calabria nevű amerikai fiatalemberrel, aki arról nevezetes, hogy egy lábbal is aktív labdarúgó.
2015-ben többek között Marc Bartra, Thiago Alcantara és Pep Guardiola társaságában csatlakozott a Vöröskereszt adománygyűjtő akciójához, melyet a szíriai háború menekültjeinek megsegítésére hoztak létre.
2015-ben Justin Rose angol golfozóval együtt jótékonysági versenyen gyűjtöttek pénzt az UNICEF-nek és az Autism Rocks nevű brit szervezetnek, amely a zene segítségével kívánja felhívni a figyelmet az autizmussal élőkre.
2016-ban Reina Sofía Fair Play díjjal ismerték el a sportszerű játék iránti elkötelezettségét.
2017-ben támogatóként csatlakozott a Save The Children jótékonysági szervezethez, melynek célja a veszélyeztetett, mélyszegénységben élő gyermekek segítése.
"Azt szeretném, hogy nagyszerű futballistaként és emberként emlékezzenek rám, mert amikor véget ér a pályafutás, utóbbi számít igazán.” (Iniesta a 2018. április 27-i sajtótájékoztatón, ahol bejelentette, hogy az idény végén elhagyja a Barcelonát, melynek színeiben 1996-tól, 22 éven keresztül játszott.)
2018. május 6-án játszotta az utolsó El Clásicóját, a mérkőzés után a mezét az ellenfél Real Madrid csapatkapitányának, Sergio Ramosnak ajándékozta ezekkel a sorokkal: „Sergio barátomnak a sok közös és a néhány, ellenfélként megélt pillanatért. Köszönöm, és sok szerencsét!”

## Magánélete
Feleségével, Anna Ortizzal 2008-ban ismerkedtek meg. Első gyermekük, Valeria, 2011. április 3-án született.
A pár 2012. július 8-án, az Európa-bajnoki győzelmet követően házasodott össze a Barcelonától délre fekvő, Tamarit nevű tengerparti kisvárosban.
Egy szomorúan zárult terhességet követően (Andrés Jr. 2014 márciusában halva született) 2015. május 31-én fiuk született, Paolo Andrea.
Siena lányuk 2017. május 16-án, Romeo fiuk 2019. június 20-án született, tehát immár négy gyermekük van.

## Andrés Iniesta, ahogy mások látják
Az emberek folyton azt mondják, hogy Xavi nyugdíjba fog küldeni engem a hivatásos labdarúgásból, de az igazság az, hogy Andrés Iniesta meghaladja majd mindkettőnket!" (Pep Guardiola, a az FC Barcelona akkori csapatkapitánya 1999-ben, Iniesta 15 éves korában)
Benne öltenek testet a Barcelona játékstílusának legfontosabb elemei." (Michael Laudrup, Iniesta példaképe 2009-ben)
Iniestának nagy erénye, hogy szerény, és mindig tanulni akar" (Lorenzo Serra Ferrer, aki először hívta a felnőtt csapat edzésére a 15 éves Iniestát)
Andrés egy elképesztő játékos, emberként pedig egyszerű és szerény. Nagyszerű személyiség. - Lionel Messi
„Andres Iniesta a Barcelona legnagyobb ajándéka (…) Futballista, művész, legenda … köszönöm, Don Andres.” (Jason Pettigrove, neves futball szakíró)
"Ez nem egy átlagos jegyzet. Azzal ugyanis, amit most leírok, mind egyetértünk a France Footballnál" (...) „Számunkra Iniesta nemcsak egy játékos. Ő »a« játékos. Az önzetlensége és a nagylelkűsége azonban megfosztotta az olyan egyéni elismerésektől, mint az Aranylabda. Iniesta talán a legnagyobb klasszis, aki sosem kapott Aranylabdát, és emiatt nagyon fáj a szívünk. Csak abban reménykedhetünk, hogy talán még nem késő, és a világbajnokságon mutatott játékával befoltozza majd ezt a lyukat.” (A France Football 2018.04.24-én megjelent szerkesztőségi jegyzete Pascal Ferré tollából.)

## Érdekességek Iniestáról
Becenevei: Andresín, Andrew, „el Peque” (Kicsi), „Cabezón” (Makacs), „Cabecita” (Fej), ezek nagy része barátjától, a La Masián őt „nagy testvérként” vigyázó korábbi Barcelona klubtársától, Víctor Valdéstól ered.
Családja Albacetében egy bárt működtetett, erről vidáman csak ennyit mondott: „Azt hiszem, én voltam az egyetlen az egész családban, aki soha nem segített a bárban".
Amikor 2000-ben először meghívták a gyermek Iniestát a felnőtt csapat edésére, Guardiola azt mondta a csapattársainkak, hogy „Emlékezzetek erre a napra, a napra, amikor először játszottatok Andrésszel!”
Élete első autogramját az örök rivális Real Madrid stadionjában adta, 12 évesen, egy buszjegyre, egy Miguel Angel Toribio nevű újságírónak.
Megőrizte azt a cipőjét, amelyben a 2009-es római BL-döntőben játszott, jobb lábában egy 3 cm-es izomszakadással.
A 2011-es, Manchester United ellen megnyert BL-döntő után tisztelete jeléül mezt cserélt Paul Scholesszal.
2013-ban egy rövid cameo erejéig saját magát alakította egy spanyol filmvígjátékban (Quién mató a Bambi? – Ki ölte meg Bambit?).
Kedvenc színésze Denzel Washington.
Kedvenc aktuális sorozata: Breaking Bad, korábban a Szökés, a Lost és a Maffiózók sorozatokat követte.
Nyaralni csendes helyeken, rendszerint a szülőfalujában és Formenterán szokott.
Szeret fényképezni, elsősorban természetfotókat készít.
2015-ben dedikált mezt küldött, 2016-ban pedig az Espanyol elleni városi rangadón viselt cipőjét ajándékozta egy magyar pár által alapított barcelonai bárnak. Az utóbbit a nagypapája személyen adta át.
Az FC Barcelona színeiben csak Xavi Hernández lépett pályára nála többször (Xavi 767 mérkőzést játszott).
2017 novemberében a barcelonai Futballárium étteremben – melyet a szombathelyi születésű Büki Péter vezet – egy Haladás mezzel pózolt és „Sok szeretettel a Haladásnak!” üzenettel dedikálta.
A spanyol válogatottban az utolsó labdaérintése gól lett.
Ferenc Pápa köztudottan nagy focirajongó. 2018-ban egy Iniesta által neki dedikált mezt is elhelyezett a Vatikán nagyközönség által nem látogatható részén kialakított labdarúgó-múzeumában.
Egy interjúban elárulta: "Számomra nagy segítség, ha tudom, mi vár rám edzésen, így előző nap mindig elkérem az edzőktől az edzéstervet"
Az FC Barcelonától történő visszavonulásakor az „Infinit Iniesta” szlogent indította útjára a klub, utalva egyrészt Iniesta mezszámára, a 8-asra, ami fektetve a végtelen jele; valamit arra, hogy bárhová is megy, visszavátják, mert örökre a klub legendája.
Amikor a Vissel Kóbe Iniesta szerződtetése után először látogatott az FC Tokio csapatához, évek óta először vásároltak a nézők 50 ezer jegyet, így telt ház várta a csapatokat. Amikor kiderült, hogy Iniesta a családja költözése miatt ezen a mérkőzésen nem lép pályára, a hazai csapat egy Iniestára egyébként legkevésbé sem hasonlító „hasonmást” szerződtetett, hogy a stadionba kilátogató nézők kevésbé legyenek csalódottak.
Felesége, Anna a közösségi médiában a családjukkkal kapcsolatban a #ravapas hashtag-et használja (a családtagok nevéből: Romeo, Anna, Valeria, Paolo, Andrés, Siena).
Iniesta 2019-ben együtt dolgozott a Konami játékfejlesztő céggel a Pro Evolution Soccer (PES) 2020-as verziójának fejlesztésébent, vele dolgozták át a játék fizikáját, valamint segített új, életszerű cselezési, labdakezelési és lövésrendszert kifejleszteni.
A tokyo-i Yotsugi metro állomáson a japánban rendkívül népszerű Captain Tsubasa manga-szereplő focistáról interaktív kiállítást hoztak létre, a megnyitó sztárvendége Iniesta volt. Az embernagyságú szobrát is elhelyezték az állomáson.
A kalózok! (The Pirates!) című animációs film spanyol változatában Iniesta a szinkronhangja az Albino nevű kalóznak.
Az NSN (Neves Say Never) nevű cégén keresztül résztulajdonosa egy dán harmadosztályú focicsapatnak, az FC Helsingørnak.

## Borászata
Bodega Iniesta néven borászatot alapított szülővárosa, Fuentealbilla közelében. Mintegy 110 hektáron termelnek szőlőt. A borászat vezetője az édesapja, Jose Antonio Iniesta.[forrás?]

## Never Say Never
A Never Say Never nevű sport-, és szórakoztatóipari cég résztulajdonosa és társ-alapítója.

## Sikerei, díjai
FC Barcelona
Összesen 32 jelentős címet nyert a Barcelona csapatával:
- Kilencszeres spanyol bajnok (2005, 2006, 2009, 2010, 2011, 2013, 2015, 2016, 2018)
- Hatszoros Spanyol kupa-győztes (2009, 2012, 2015, 2016, 2017, 2018)
- Hétszeres Spanyol Szuperkupa-győztes (2005, 2006, 2009, 2010, 2011, 2013, 2016)[151]
- Négyszeres UEFA-bajnokok ligája győztes (2006, 2009, 2011, 2015)
- Háromszoros Európai szuperkupa-győztes (2009, 2011, 2015)
- Háromszoros FIFA-klubvilágbajnokság győztes (2009, 2011, 2015)

Vissel Kobe
- Császár-kupa győztes (2020)[95]
- Japán Szuperkupa győztes (2020)[96]

Spanyolország
- U16-os Európa-bajnok (2001)
- U19-es Európa-bajnok (2002)
- U20-as Európa-bajnoki döntős (2003)
- U21-es vb-ezüstérmes (2003)
- Kétszeres Európa-bajnok (2008, 2012)
- Világbajnok (2010)

Egyéni
- Az Év játékosa Spanyolországban (2009)
- 2009-ben a Chelsea ellen az utolsó pillanatokban szerzett sorsdöntő gólját Puskás díjra jelölték, a szavazáson végül 2. helyre sorolták.
- 2010-ben beválasztották a Világbajnokság álomcsapatába[152] és a döntő legjobb játékosának járó díjat is megkapta.[153]
- Az UEFA Európa-bajnokság legjobb játékosa (2012)
- Az UEFA Bajnokok Ligája sorozat legjobb játékosa (2012)
- A labdarúgás történetével és statisztikáival foglalkozó szervezet, az IFFHS szerint Andrés Iniesta két alkalommal volt a legjobb irányító. (C, 2013)
- Az év férfi labdarúgója (2012)
- FIFA Aranylabda helyezései: 2010-ben második, 2011-ben negyedik, 2012-ben harmadik.
- Megszakítás nélkül kilenc alkalommal választották be a FIFA Év Csapatába (2009,[154] 2010,[155] 2011,[156] 2012,[157] 2013,[158] 2014,[159] 2015,[160] 2016,[161] 2017[162])
- Hat alkalommal választották be az UEFA Év Csapatába (2009, 2010, 2011, 2012, 2015, 2016), majd beválasztották az UEFA Ultimate Team of the Year: the all-time XI csapatába is.[163]
- Öt alkalommal választották a spanyol bajnokság legjobb támadó középpályásának (2009, 2011, 2012, 2013, 2014.)[164]
- A Marca spanyol sportújság Legenda díját 2011-ben kapta meg.[165]
- A Marca a spanyol válogatott MVP-jének (legértékesebb játékosának) választotta a 2016/17-es szezonban.[78]
- 2014-ben Golden Foot díjat kapott (csak 28 év feletti labdarúgók kaphatják, egyetlen alkalommal). Lábnyomát aranyba öntötték és Monacóban, a Bajnokok sétányán helyezték el.[166]
- Három alkalommal választották az Év férfi sportolójának Spanyolországban. (2009, 2012, 2015)[62]
- Reina Sofía Fair Play díj (2016)[119]
- A sportág történetében a legtöbb trófeát elnyert spanyol labdarúgó.[167]

## Statisztikái

### Klubcsapatokban
2024. október 17-én lett frissítve.
| Klub             | Szezon           | Bajnokság          | Bajnokság | Bajnokság | Kupa  | Kupa  | Ligakupa | Ligakupa | Nemzetközi | Nemzetközi | Egyéb | Egyéb | Összes | Összes |
| Klub             | Szezon           | Liga               | Mérk.     | Gólok     | Mérk. | Gólok | Mérk.    | Gólok    | Mérk.      | Gólok      | Mérk. | Gólok | Mérk.  | Gólok  |
| ---------------- | ---------------- | ------------------ | --------- | --------- | ----- | ----- | -------- | -------- | ---------- | ---------- | ----- | ----- | ------ | ------ |
| Barcelona B      | 2000–01          | Segunda División B | 10        | 0         | —     | —     | —        | —        | —          | —          | —     | —     | 10     | 0      |
| Barcelona B      | 2001–02          | Segunda División B | 25        | 2         | —     | —     | —        | —        | —          | —          | 5     | 0     | 30     | 2      |
| Barcelona B      | 2002–03          | Segunda División B | 14        | 3         | —     | —     | —        | —        | —          | —          | —     | —     | 14     | 3      |
| Barcelona B      | Összesen         | Összesen           | 49        | 5         | —     | —     | —        | —        | —          | —          | 5     | 0     | 54     | 5      |
| Barcelona        | 2002–03          | La Liga            | 6         | 0         | 0     | 0     | —        | —        | 3          | 0          | —     | —     | 9      | 0      |
| Barcelona        | 2003–04          | La Liga            | 11        | 1         | 3     | 1     | —        | —        | 3          | 0          | –     | –     | 17     | 2      |
| Barcelona        | 2004–05          | La Liga            | 37        | 2         | 1     | 0     | —        | —        | 8          | 0          | —     | —     | 46     | 2      |
| Barcelona        | 2005–06          | La Liga            | 33        | 0         | 4     | 0     | —        | —        | 11         | 1          | 1     | 0     | 49     | 1      |
| Barcelona        | 2006–07          | La Liga            | 37        | 6         | 6     | 1     | —        | —        | 8          | 2          | 5     | 0     | 56     | 9      |
| Barcelona        | 2007–08          | La Liga            | 31        | 3         | 7     | 0     | —        | —        | 11         | 1          | —     | —     | 49     | 4      |
| Barcelona        | 2008–09          | La Liga            | 26        | 4         | 6     | 0     | —        | —        | 11         | 1          | —     | —     | 43     | 5      |
| Barcelona        | 2009–10          | La Liga            | 29        | 1         | 3     | 0     | —        | —        | 9          | 0          | 1     | 0     | 42     | 1      |
| Barcelona        | 2010–11          | La Liga            | 34        | 8         | 5     | 0     | —        | —        | 10         | 1          | 1     | 0     | 50     | 9      |
| Barcelona        | 2011–12          | La Liga            | 27        | 2         | 6     | 2     | —        | —        | 8          | 3          | 5     | 1     | 46     | 8      |
| Barcelona        | 2012–13          | La Liga            | 31        | 3         | 5     | 2     | —        | —        | 10         | 1          | 2     | 0     | 48     | 6      |
| Barcelona        | 2013–14          | La Liga            | 35        | 3         | 6     | 0     | —        | —        | 9          | 0          | 2     | 0     | 52     | 3      |
| Barcelona        | 2014–15          | La Liga            | 24        | 0         | 7     | 3     | —        | —        | 11         | 0          | —     | —     | 42     | 3      |
| Barcelona        | 2015–16          | La Liga            | 28        | 1         | 4     | 0     | —        | —        | 7          | 0          | 5     | 0     | 44     | 1      |
| Barcelona        | 2016–17          | La Liga            | 23        | 0         | 5     | 0     | —        | —        | 8          | 1          | 1     | 0     | 37     | 1      |
| Barcelona        | 2017–18          | La Liga            | 30        | 1         | 5     | 1     | —        | —        | 8          | 0          | 1     | 0     | 44     | 2      |
| Barcelona        | Összesen         | Összesen           | 442       | 35        | 73    | 10    | —        | —        | 135        | 11         | 24    | 1     | 674    | 57     |
| Vissel Kobe      | 2018             | J1 League          | 14        | 3         | 1     | 0     | 0        | 0        | —          | —          | —     | —     | 15     | 3      |
| Vissel Kobe      | 2019             | J1 League          | 23        | 6         | 2     | 1     | 0        | 0        | —          | —          | —     | —     | 25     | 7      |
| Vissel Kobe      | 2020             | J1 League          | 26        | 4         | 0     | 0     | 1        | 0        | 6          | 2          | 1     | 0     | 34     | 6      |
| Vissel Kobe      | 2021             | J1 League          | 23        | 6         | 0     | 0     | 4        | 1        | —          | —          | —     | —     | 27     | 7      |
| Vissel Kobe      | 2022             | J1 League          | 24        | 2         | 1     | 0     | 1        | 0        | 1          | 1          | —     | —     | 27     | 3      |
| Vissel Kobe      | 2023             | J1 League          | 4         | 0         | 0     | 0     | 2        | 0        | —          | —          | —     | —     | 6      | 0      |
| Vissel Kobe      | Összesen         | Összesen           | 114       | 21        | 4     | 1     | 8        | 1        | 7          | 3          | 1     | 0     | 134    | 26     |
| Emirates         | 2023–24          | UAE Pro League     | 20        | 5         | 1     | 0     | 2        | 0        | —          | —          | —     | —     | 23     | 5      |
| Karrier összesen | Karrier összesen | Karrier összesen   | 625       | 66        | 78    | 11    | 10       | 1        | 142        | 14         | 30    | 1     | 885    | 93     |

Jegyzetek
1. ↑  Tartalmazza: Copa del Rey, Emperor's Cup, UAE President's Cup
2. ↑  Tartalmazza: J.League Cup, UAE League Cup
3. ↑  Mérkőzése(i) a Segunda División B rájátszásban
4. 1 2 3 4 5 6 7 8 9 10 11 12 13 14 15  Mérkőzése(i) a Bajnokok Ligájában
5. ↑  Mérkőzése(i) az UEFA-kupában
6. 1 2 3 4 5 6  Mérkőzése(i) a Spanyol Szuperkupában
7. ↑  Mérkőzése(i) az UEFA-szuperkupában: (egy mérkőzés), a Spanyol Szuperkupában (két mérkőzés) és a FIFA-klubvilágbajnokságon (két mérkőzés)
8. ↑  Mérkőzése(i) a FIFA-klubvilágbajnokságon
9. ↑  Mérkőzése(i) az UEFA-szuperkupában: (egy mérkőzés), a Spanyol Szuperkupában (két mérkőzés; egy gól) és a FIFA-klubvilágbajnokságon (két mérkőzés)
10. ↑  Mérkőzése(i) az UEFA-szuperkupában: (egy mérkőzés), a Spanyol Szuperkupában (két mérkőzés) és a FIFA-klubvilágbajnokságon (két mérkőzés)
11. 1 2  Mérkőzése(i) az AFC Bajnokok Ligájában
12. ↑  Mérkőzése(i) a Japán Szuperkupában

### A válogatottban
2024. október 17-én lett frissítve.
| Válogatott    | Év       | Tétmérkőzés | Tétmérkőzés | Barátságos | Barátságos | Összes | Összes |
| Válogatott    | Év       | Mérk.       | Gólok       | Mérk.      | Gólok      | Mérk.  | Gólok  |
| ------------- | -------- | ----------- | ----------- | ---------- | ---------- | ------ | ------ |
| Spanyolország | 2006     | 3           | 0           | 5          | 0          | 8      | 0      |
| Spanyolország | 2007     | 9           | 3           | 3          | 1          | 12     | 4      |
| Spanyolország | 2008     | 10          | 1           | 4          | 0          | 14     | 1      |
| Spanyolország | 2009     | 2           | 0           | 3          | 0          | 5      | 0      |
| Spanyolország | 2010     | 9           | 3           | 6          | 0          | 15     | 3      |
| Spanyolország | 2011     | 2           | 0           | 7          | 1          | 9      | 1      |
| Spanyolország | 2012     | 9           | 0           | 5          | 1          | 14     | 1      |
| Spanyolország | 2013     | 10          | 0           | 7          | 0          | 17     | 0      |
| Spanyolország | 2014     | 5           | 0           | 3          | 1          | 8      | 1      |
| Spanyolország | 2015     | 3           | 1           | 2          | 0          | 5      | 1      |
| Spanyolország | 2016     | 6           | 0           | 2          | 0          | 8      | 0      |
| Spanyolország | 2017     | 4           | 0           | 4          | 1          | 8      | 1      |
| Spanyolország | 2018     | 4           | 0           | 4          | 0          | 8      | 0      |
| Összesen      | Összesen | 76          | 8           | 55         | 5          | 131    | 13     |

1. ↑  Mérkőzése(i) a 2006-os világbajnokságon: (egy mérkőzés) és a 2008-as Európa-bajnoki selejtezőkön (két mérkőzés)
2. ↑  Mérkőzése(i) a 2008-as Európa-bajnoki selejtezőkön
3. ↑  Mérkőzése(i) a 2008-as Európa-bajnokságon: (hat mérkőzés) és a 2010-es világbajnoki selejtezőkön (négy mérkőzés; egy gól)
4. ↑  Mérkőzése(i) a 2010-es világbajnoki selejtezőkön
5. ↑  Mérkőzése(i) a 2010-es világbajnokságon: (hat mérkőzés; két gól) és a 2012-es Európa-bajnoki selejtezőkön (három mérkőzés; egy gól)
6. ↑  Mérkőzése(i) a 2012-es Európa-bajnoki selejtezőkön
7. ↑  Mérkőzése(i) a 2012-es Európa-bajnokságon: (hat mérkőzés) és a 2014-es világbajnoki selejtezőkön (három mérkőzés)
8. ↑  Mérkőzése(i) a 2014-es világbajnoki selejtezőkön: (öt mérkőzés) és a 2013-as konföderációs kupán (öt mérkőzés)
9. ↑  Mérkőzése(i) a 2014-es világbajnokságon: (három mérkőzés) és a 2016-os Európa-bajnoki selejtezőkön (két mérkőzés)
10. ↑  Mérkőzése(i) a 2016-os Európa-bajnoki selejtezőkön
11. ↑  Mérkőzése(i) a 2016-os Európa-bajnokságon: (négy mérkőzés) és a 2018-as világbajnoki selejtezőkön (két mérkőzés)
12. ↑  Mérkőzése(i) a 2018-as világbajnoki selejtezőkön
13. ↑  Mérkőzése(i) a 2018-as világbajnokságon

### Góljai a válogatottban
| #   | Dátum               | Helyszín                                                   | Ellenfél   | Gól | Eredmény | Verseny                                                        |
| --- | ------------------- | ---------------------------------------------------------- | ---------- | --- | -------- | -------------------------------------------------------------- |
| 1.  | 2007. február 7.    | Old Trafford, Manchester, Anglia                           | Anglia     | 1–0 | 1–0      | Barátságos mérkőzés                                            |
| 2.  | 2007. március 28.   | Iberostar Stadium, Palma, Spanyolország                    | Izland     | 1–0 | 1–0      | 2008-as Eb-selejtező                                           |
| 3.  | 2007. szeptember 8. | Laugardalsvöllur, Reykjavík, Izland                        | Izland     | 1–1 | 1–1      | 2008-as Eb-selejtező                                           |
| 4.  | 2007. november 17.  | Santiago Bernabéu, Madrid, Spanyolország                   | Svédország | 2–0 | 3–0      | 2008-as Eb-selejtező                                           |
| 5.  | 2008. október 25.   | Baldvin király Stadion, Brüsszel, Belgium                  | Belgium    | 1–1 | 2–1      | 2010-es labdarúgó-világbajnokság-selejtező (UEFA – 5. csoport) |
| 6.  | 2010. június 25.    | Loftus Versfeld Stadion, Pretoria, Dél-afrikai Köztársaság | Chile      | 2–0 | 2–1      | 2010-es labdarúgó-világbajnokság (H csoport)                   |
| 7.  | 2010. július 11.    | FNB Stadium, Johannesburg, Dél-afrikai Köztársaság         | Hollandia  | 1–0 | 1–0      | 2010-es labdarúgó-világbajnokság (döntő)                       |
| 8.  | 2010. október 12.   | Hampden Park, Glasgow, Skócia                              | Skócia     | 2–0 | 3–2      | 2012-es labdarúgó-Európa-bajnokság (selejtező – I csoport)     |
| 9.  | 2011. szeptember 2. | kybunpark, St. Gallen, Svájc                               | Chile      | 1–2 | 3–2      | Barátságos mérkőzés                                            |
| 10. | 2012. február 29.   | La Rosaleda Stadium, St. Gallen, Svájc                     | Venezuela  | 1–0 | 5–0      | Barátságos mérkőzés                                            |
| 11. | 2014. május 30.     | Ramón Sánchez Pizjuán, Sevilla, Spanyolország              | Bolívia    | 2–0 | 2–0      | Barátságos mérkőzés                                            |
| 12. | 2015. szeptember 5. | Estadio Carlos Tartiere, Oviedo, Spanyolország             | Szlovákia  | 2–0 | 2–0      | 2016-os labdarúgó-Európa-bajnokság (selejtező – C csoport)     |
| 13. | 2017. november 11.  | La Rosaleda, Málaga, Spanyolország                         | Costa Rica | 5–0 | 5–0      | Barátságos mérkőzés                                            |

## Önéletírása magyarul
- Andrés Iniesta: Életem játéka. Önéletrajz; közrem. Marcos López, Ramon Besa közrem, ford. Illés Róbert; Kanári–Akadémiai, Bp., 2017